# Beşiri
Beşiri (kurmandschi Qubîn) ist eine Kreisstadt und ein Landkreis in Südostanatolien. Am 18. Mai 1990 wechselte der Landkreis Beşiri von der Provinz Siirt in die neu gegründete Provinz Batman.
Der Landkreis hat über 31.000 Einwohner, das sind knapp 5 % der Provinzbevölkerung. Die Kreisstadt (Merkez) beherbergt knapp 39 % der Landkreisbevölkerung. İkiköprü mit 3437 Einwohnern ist eine weitere Stadt (Belde), daneben gibt es noch 53 Dörfer (Köy) mit einer Durchschnittsbevölkerung von 299 Einwohnern. 18 Dörfer haben mehr Einwohner als der Durchschnitt. Drei Dörfer haben über 1000 Einwohner: Beşpınar (1776), Doğankavak (1482) und Yenipınar (1184). Der städtische Bevölkerungsanteil liegt bei 49,6 Prozent.
In der Region wohnen überwiegend Kurden, es wird größtenteils Kurdisch gesprochen. Eine religiöse Minderheit stellen die Jesiden dar.
Der Landkreis ist eben und liegt auf ca. 680 m Höhe. Der einzige Fluss im Landkreis (Garzan çayı) mündet nach Durchquerung des Landkreises in den Tigris.
Im September 2016 wurden die amtierenden Bürgermeister Mustafa Öztürk und Dicle Erdem durch eine Gesetzesverordnung wegen Unterstützung einer terroristischen Organisation durch einen Staatsbeamten ersetzt. Bei den Regionalwahlen im März 2019 holte der Kandidat der Saadet Partİsİ (SP), Sait Karabulut, 41,45 % der Wählerstimmen.